# تالالا (اکلاهما)
تالالا(به انگلیسی: Talala) شهری در ایالت اکلاهما کشور ایالات متحده آمریکا است که جمعیت آن در سرشماری سال ۲۰۱۰ میلادی، ۲۷۳ نفر بوده‌است.